# Assiminea infirma
Assiminea infirma es una especie de molusco gasterópodo de la familia Assimineidae en el orden de los Mesogastropoda.

## Distribución geográfica
Es  endémica de los  Estados Unidos.  